# Kasteel Blekkervijver

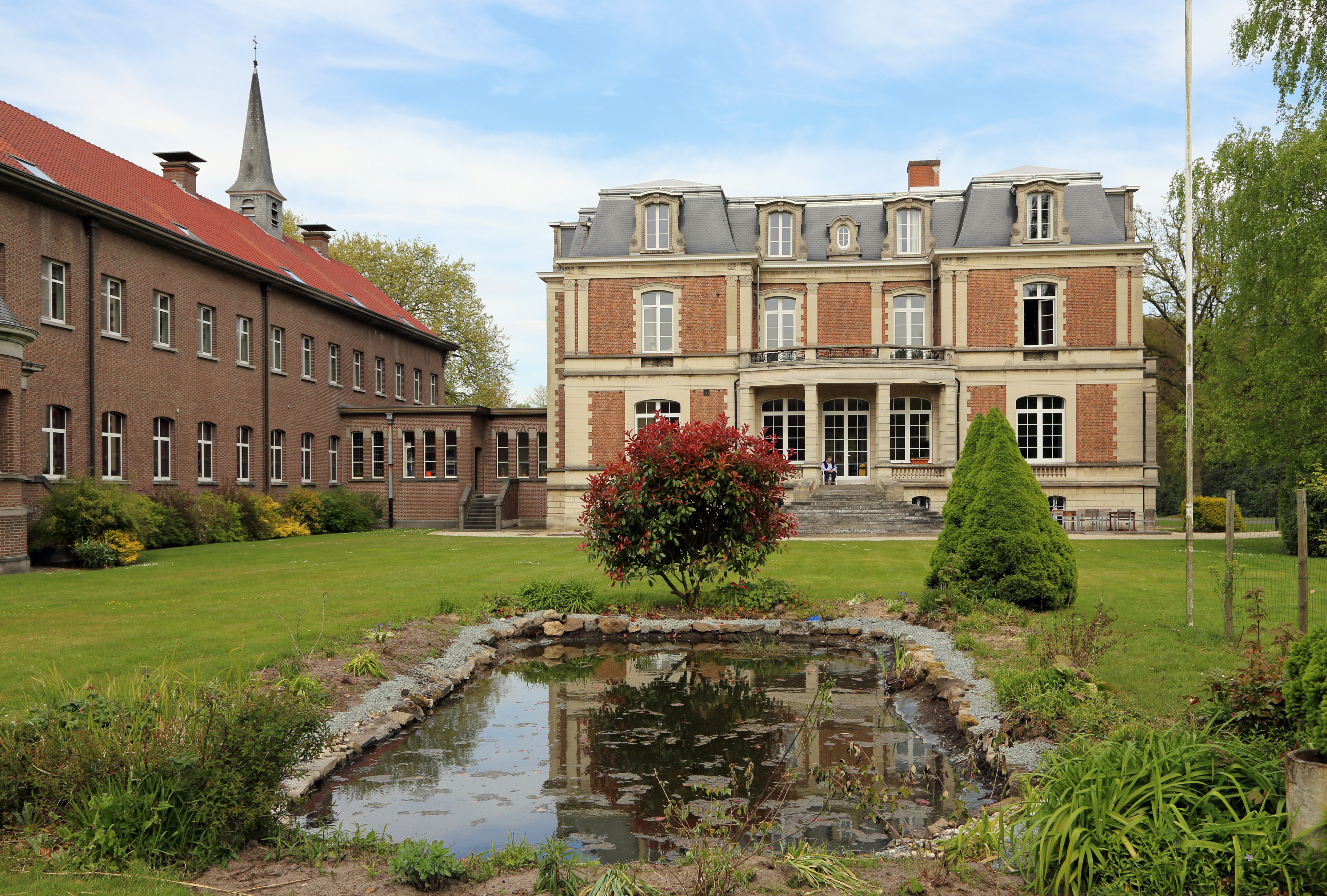
Kasteeltje en noviciaat

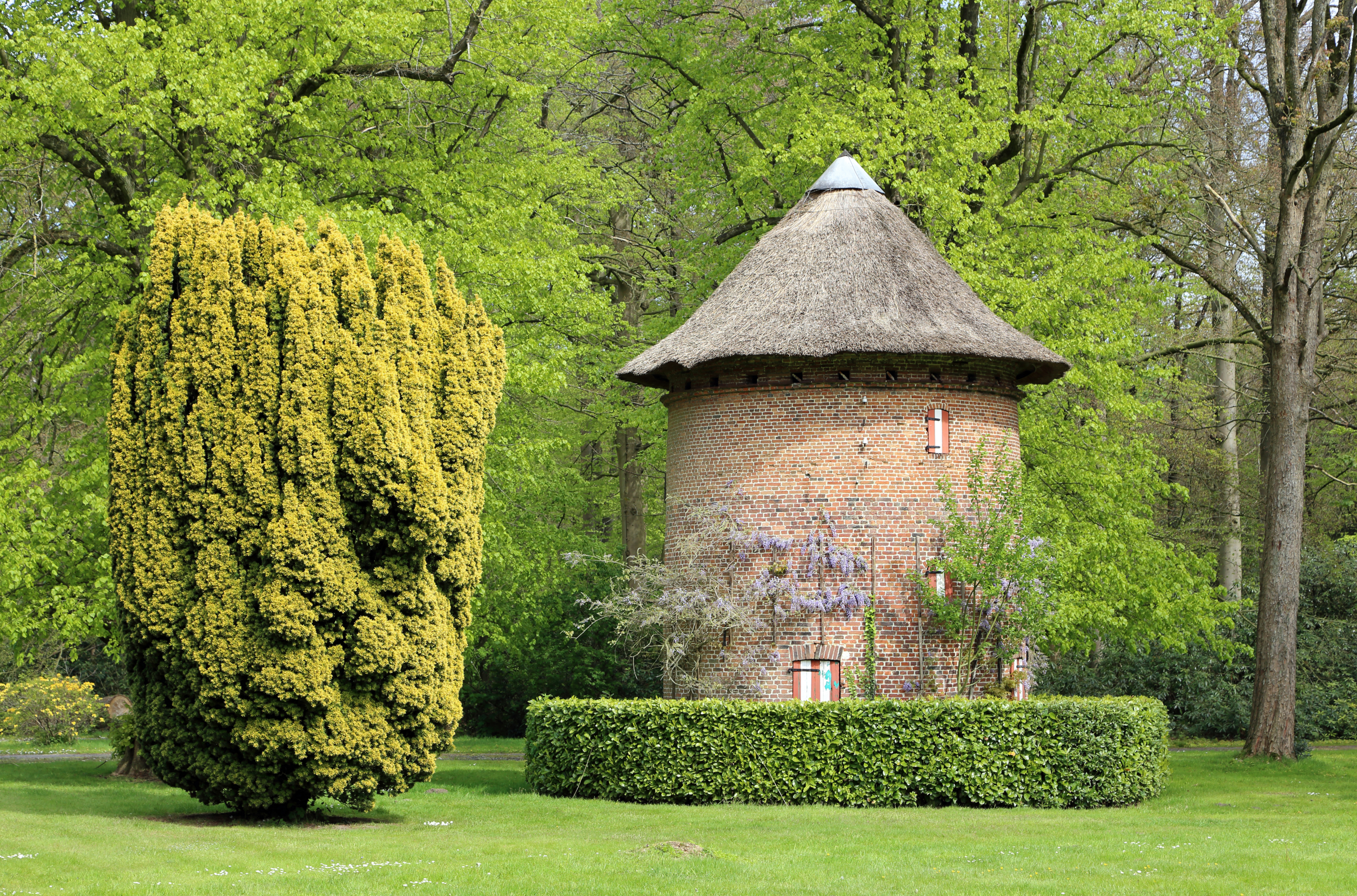
Duiventoren

Kasteel Blekkervijver is een kasteel in de tot de Oost-Vlaamse gemeente Aalter behorende plaats Maria-Aalter, gelegen aan Blekkervijverstraat 20.

## Geschiedenis
De naam verwijst naar een van de vijvers in het Bulskampveld. Het domein Blekkervijver behoorde vanouds tot het goed van de Jezuïeten te Aalter. In 1780 werd het aangekocht door J.B.J. Roelandts, en zijn zoon, die handelaar was te Antwerpen, bouwde er een buitenverblijf annex hoeve, waar hij onder andere een paardenfokkerij begon. In 1894 kwam het goed aan Karel Mast-De Maeght, welke in 1920 de gebouwen liet slopen en het huidige kasteeltje liet bouwen naar ontwerp van Oscar Henricus en Albert Van de Voorde.
In 1948 werd het kasteeltje verkocht aan de Broeders van Liefde, die in 1951 een noviciaat en een kapel naast het kasteeltje lieten bouwen.

## Gebouw
Het betreft een kasteeltje in neo-Lodewijk XIV-stijl, opgetrokken in baksteen en zandsteen. Het interieur is volledig vernieuwd.

## Domein
Het betreft een fraai aangelegd domein, met dreven, een vijver, en diverse dienstgebouwen. Het betreft een koetshuis in neorococostijl, een hoveniershuis, een ronde bakstenen duiventoren en een ingangspaviljoen.